# Aspidoscelis parvisocia
Espèce
Synonymes
- Cnemidophorus parvisocius Zweifel, 1960
- Aspidoscelis parvisocius (Zweifel, 1960)

Statut de conservation UICN

 LC  : Préoccupation mineure
Aspidoscelis parvisocia est une espèce de sauriens de la famille des Teiidae.

## Répartition
Cette espèce est endémique du Mexique.

## Publication originale
- Zweifel, 1960 : A new species of lizard (Genus Cnemidophorus) from Mexico. American Museum Novitates, n. 1998, p. 1-8 (texte intégral).